# タナブーン・ケサラット
タナブーン・ケサラット（タイ語: ธนบูรณ์ เกษารัตน์、1993年9月21日 - ）は、タイ王国のサッカー選手。タイ王国代表。ポジションはMFまたはDF。トゥム（ตั้ม）の愛称で知られている他、ファンからは「タイのブスケツ」と呼ばれている。

## クラブ歴
2012年にバンコク体育学校を卒業し、BECテロ・サーサナFC（現：ポリス・テロFC）に加入。同年はリザーブチームであるRBAC BECテロ・サーサナFCでプレイした。翌シーズンはトップチームに復帰し、タイ・プレミアリーグ2013では18歳にして既にクラブに不可欠な選手として活躍した。タイ・リーグカップ2014では優勝し、クラブに12年ぶりにタイトルを齎した。
2016年1月27日にはペラパト・ノトチャイヤ、チャナティップと共にムアントン・ユナイテッドFCに2016シーズン中のレンタル移籍が発表された。後に彼らは完全移籍となった。
2016年11月2日にチェンライ・ユナイテッドFCがムアントン・ユナイテッドから彼を完全移籍で獲得する事で合意に至ったと発表。移籍金は明らかになっていないものの、5000万バーツ程であると推定されている。この移籍によって同年5月にテーラトン・ブンマタンがブリーラム・ユナイテッドFCからムアントン・ユナイテッドに移籍する時に打ちたてた3500万バーツの移籍金記録を塗り替えて、最も高額な選手となった。

## 代表歴
U-19代表としてAFC U-19選手権2012予選に出場。ここでの活躍がムアントン・ユナイテッドのアンドリュー・オード監督の目を引いた。
U-23代表として2013年東南アジア競技大会、2015年東南アジア競技大会に出場。U-23代表としては更に2014年アジア競技大会にも出場した。
2013年にはA代表に招集され、6月15日に行われた中華人民共和国代表戦で途中出場し代表初出場、この試合は5-1の快勝に終わった。その後、A代表で2014 AFFスズキカップに出場、グループステージ最終戦のミャンマー代表戦で代表初得点を飾った。2015年5月には2018 FIFAワールドカップ・アジア2次予選のベトナム代表戦に出場し、ワールドカップ予選初出場となった。その後、2016年9月6日に行われた2018 FIFAワールドカップ・アジア3次予選の日本代表戦にも出場した。

## 個人成績
2016年11月16日現在
| タイ王国代表 | タイ王国代表 | タイ王国代表 |
| 年           | 出場         | 得点         |
| ------------ | ------------ | ------------ |
| 2013         | 1            | 0            |
| 2014         | 9            | 1            |
| 2015         | 3            | 0            |
| 2016         | 15           | 0            |
| 2017         | 5            | 0            |
| 2018         | 7            | 0            |
| 2019         | 7            | 0            |
| 計           | 47           | 1            |

代表での得点一覧
| #  | 日附           | 場所                                         | 対戦相手   | 得点 | 結果 | 大会                 |
| -- | -------------- | -------------------------------------------- | ---------- | ---- | ---- | -------------------- |
| 1. | 2014年11月29日 | シンガポール・ジャラン・ベサール・スタジアム | ミャンマー | 1–0  | 2–0  | 2014 AFFスズキカップ |

## タイトル

### クラブ
BECテロ・サーサナ
- タイ・リーグカップ: 2014

ムアントン・ユナイテッド
- タイ・プレミアリーグ: 2016
- タイ・リーグカップ: 2016

チェンライ・ユナイテッド
- タイFAカップ: 2017

### 代表
タイU-23
- 東南アジア競技大会: 2013, 2015

タイ
- 東南アジアサッカー選手権: 2014, 2016

- キングスカップ: 2017

### 個人
- タイ・プレミアリーグ月間最優秀選手: 2013年5月[8], 2016年4月[9]